# Vodafonedeildin (2009)/Strzelcy
Od kwietnia 2009 roku trwają rozgrywki Formuladeildin (2009) – pierwszej ligi Wysp Owczych w piłce nożnej mężczyzn. Dotychczas, w przeciągu dwudziestu pięciu kolejek zawodnicy dziesięciu drużyn zdobyli czterysta pięćdziesiąt bramek, co daje średnio ponad trzy gole na mecz. 23,1% wszystkich goli zdobyli zawodnicy spoza Wysp Owczych. Padło dziewięć bramek samobójczych. Poniższa lista przedstawia strzelców bramek dla poszczególnych klubów w tych rozgrywkach:

## 07 Vestur
39 zdobytych bramki
11 goli
- Jens Erik Rasmussen

7 goli
- Tór Ingar Akselsen

6 goli
- Milan Pejcić

4 gole
- Tamba Yarjah

3 gole
- Jóhan Petur á Stongum

2 gole
- Gunnar Haraldsen

1 gol
- Hans Arni Ellefsen
- Torkil Kollsker
- Jón Nielsen
- Aco Pandurovic
- Hendrik Rubeksen

Gol samobójczy
- Bergur Midjord (B36)

## AB Argir
29 zdobytych bramek
6 goli
- Nikolaj Lindholm Eriksen

5 goli
- Stig-Roar Søbstad

4 gole
- Rasmus Nielsen

2 gole
- Kenneth Jacobsen
- Janus Joensen
- Dion Splidt

1 gol
- Tehe Aristide
- Jobin Drangastein
- John Hansen
- Alex Mellemgaard
- Dánial Rói Olsen
- Morten Overgaard
- Tróndur Sigurdson

Gol samobójczy
- Herbert Jacobsen (B36)

## B36 Tórshavn
37 zdobytych bramek
7 goli
- Brima Koroma

5 goli
- Bergur Midjord

4 gole
- Jákup á Borg
- Róaldur Jacobsen
- Sam Malsom

3 gole
- Magnus Olsen

1 gol
- Johan Ellingsgaard
- Høgni Eysturoy
- Odmar Færø
- Bogi Hermansen
- Dennis Holmberg
- Poul Arni Jacobsen
- Klæmint Matras
- Christian Mouritsen
- Sjúrður Thomassen

Gol samobójczy
- Atli Gregersen (Víkingur)

## B68 Toftir
48 zdobytych bramek
15 goli
- Ahmed Keita

6 goli
- Jóan Símin Edmundsson

5 goli
- Óli Olsen

4 gole
- Ndende Gueye
- Niklas Joensen

3 gole
- Pól Jóhannus Justinussen

2 gole
- Øssur Hansen
- Dánjal P. Højgaard
- Jóhan Petur Poulsen
- Nenad Stanković

1 gol
- Debes Danielsen
- Óli Hansen
- Jonleif Højgaard

## EB/Streymur
56 zdobytych bramek
17 goli
- Arnbjørn Hansen

7 goli
- Sorin Anghel

6 goli
- / Levi Hansen
- Hans Pauli Samuelsen

5 goli
- Alex dos Santos

3 gole
- Brian Olsen

2 gole
- Egil á Bø
- Leif Niclasen
- Bárður Olsen

1 gol
- Dánjal Davidsen
- Pauli Hansen
- Pætur Dam Jacobsen

Gole samobójcze
- Rói Danielsen (AB)
- Rasmus Nolsøe (HB)

## HB Tórshavn
59 zdobytych bramek
14 goli
- Andrew av Fløtum

10 goli
- Fróði Benjaminsen

9 goli
- Rógvi Poulsen

8 goli
- Milan Kuljić

7 goli
- Bjarni Jørgensen

4 gole
- Hans á Lag

2 gole
- Páll Mohr Joensen

1 gol
- Mortan úr Hørg
- Johan Mouritsen
- Rasmus Nolsøe
- Hanus Thorleifsson

Gol samobójczy
- Fróði Clementsen (B36)

## ÍF Fuglafjørður
45 zdobytych bramek
9 goli
- Andy Olsen

7 goli
- Rógvi Jacobsen

5 goli
- Balázs Sinkó

4 gole
- Øssur Dalbúð
- Dánjal á Lakjuni
- Nenad Sarić

3 gole
- Frank Poulsen

2 gole
- Bartal Eliasen
- Aleksandar Jovović

1 gol
- Hanus Eliasen
- Poul Ennigarð
- Vincent Jacobsen
- Høgni Zachariassen

Gol samobójczy
- Sigtór Petersen (07)

## KÍ Klaksvík
30 zdobytych bramek
6 goli
- Hjalgrím Elttør[2]
- Kristoffur Jakobsen

2 gole
- Atli Danielsen
- Jógvan Isaksen
- Ivan Joensen
- Sørmund Kalsø
- Steffan Kalsø
- Páll Klettskarð

1 gol
- Erland Danielsen
- John Hammer
- Todi Jónsson
- Oddmar á Lakjuni
- Tórður Lervig

Gol samobójczy
- Jóhan Dávur Højgaard (B68)

## NSÍ Runavík
56 zdobytych bramek
14 goli
- Károly Potemkin

9 goli
- Christian Høgni Jacobsen
- Bogi Løkin

5 gole
- Hjalgrím Elttør[2]
- Óli Hansen

4 gole
- Jann Ingi Petersen

3 gole
- Klæmint Olsen

2 gole
- Einar Hansen

1 gol
- Jóhan Davidsen
- Jústinus Hansen
- Sjúrdur Jacobsen
- Jann Martin Mortensen

Gol samobójczy
- Frank Poulsen (ÍF)

## Víkingur Gøta
51 zdobytych bramek
19 goli
- Finnur Justinussen

7 goli
- Andreas Lava Olsen

5 goli
- Súni Olsen

4 gole
- Hans Jørgen Djurhuus

3 gole
- Zoltán Bükszegi
- Sverri Jacobsen
- Sølvi Vatnhamar

2 gole
- Atli Gregersen
- Áslakkur Petersen

1 gol
- Hanus Jacobsen
- Martin Olsen
- Magnus Skoralið